# Francesco Saverio da Camino

Stemma Da Camino

Francesco Saverio da Camino, a volte riportato come da Camin (San Cassiano del Meschio, 3 dicembre 1786 – San Vito al Tagliamento, 16 settembre 1864), è stato un medico, chirurgo e patriota italiano, discendente dall'omonimo casato feudale trevigiano.

## Biografia
Laureatosi in Medicina nel 1809 a Padova, divenne primario presso il reparto di chirurgia dell'ospedale Civico di Trieste. Prestò servizio anche presso il lazzaretto contumaciale del porto, finendo poi la carriera come libero professionista.
A Dolo nel 1833 praticò per la prima volta in Italia l'agopuntura. A Trieste inoltre nel 1836 effettuò la prima operazione chirurgica nel Paese per curare il carcinoma del retto Si distinse poi per essere stato uno dei primi ad esercitare la galvanopuntura.
Oltre a tali primati, rimangono di lui vari studi di medicina pubblicati nel corso della sua carriera medica.
Conseguì anche la laurea in filosofia.
Inoltre fu un fervido patriota.

### Vita privata
A Dolo, in provincia di Venezia, sposò Elisabetta Teresa Doria. Dal matrimonio nacquero sedici figli, la maggior parte dei quali morti durante l'infanzia. Giunsero all'età adulta:
- Bianca (1824-?), che sposò il deputato e patriota Federico Seismit-Doda;
- Gaddo Gherardo I (1840-1927), garibaldino e generale nell'esercito;
- Ettore (1842-1900), che divenne farmacista.

## Opere
- Sulla operazione dell'agopuntura. Lettera del dottor Francesco Da Camin, Treviso, Francesco Andreola tipografo, 1825
- Sulla ago - puntura con alcuni cenni sulla puntura elettrica. Lettere ed osservazioni di Francesco Da Camin, Venezia, Dalla tipografia di Giuseppe Antonelli, 1834
- Della vipera e del veleno viperino, Pavia, presso P. Bizzoni, 1835
- Litotripsia a pressione e percussione giusta il metodo del barone Heurteloup colle correzioni di Jacopson e Segalas eseguita in Trieste dal dottor Francesco Da Camin, Milano, Tipografia Lampato, 1837
- Sopra un giudizio del dot. Zerlotto. Lettera al dot. Giacinto Namias del dot. Francesco Da Camin, [S.l. : s.n., 1838?]
- Sugli effetti salutari dell'ago-puntura e di alcuni suoi risultati. Lettera seconda al dott. Giacinto Namias del dottor Francesco Da Camin, Venezia, F. Andreola, 1839
- Intorno a un coltellino di forma olivare e all'uso che se ne puo fare in chirurgia, con due osservazioni pratiche. Memoria del dottor Francesco Da-Camin, Venezia, Merlo, 1839
- Avvertimenti al popolo sul miglior modo di bagnarsi e di attingere le acque in mare. Articoli del dott. Francesco da Camin, Trieste, 1841
- Due osservazioni di una particolare escrescenza fungosa sorgente nell'interno dell'uretra femminile e sporgente dall'orificio esteriore della stessa. Del dottor Francesco Da-Camin, Venezia, Andreola, 1843
- Di un'emiplegia e di una speciale modificazione del senso tattile. Lettera al dott. Paolo Fario di Venezia indirizzata e dedicata dal dott. Francesco Da Camin in Trieste, Venezia, G. Cecchini, 1844
- Intorno alla maniera piu facile di ridurre la lussazione posteriore del cubito avvegnaché inveterata. Memoria corredata di tre osservazioni pratiche del dott. Francesco Saverio Da Camino, Venezia, Cecchini e Naratovich, 1845
- Dell'ago-puntura e della galvano-puntura. Osservazione del dott. Francesco Sav. da Camino, Venezia, Co' tipi di Gio. Cecchini, 1847
- Sull'operazione dell'ago-puntura. Pensieri del dott. Fr. Sav. da Camino, Venezia, Co' tipi di Gio. Cecchini, 1847
- Sulla non endemicità della peste bubbonica nell'impero ottomano. Cenni del dott. Franc. Sav. da Camino, Venezia, G. Cecchini, 1847
- Del colera. Ragionamento del dottor Francesco da Camin di Jacopo di Treviso con alcuni corollarii preservativi e curativi, Treviso, Tipografia di Gaetano Longo, 1849
- Sopra una lettura fatta al gabinetto di Minerva in Trieste ... Considerazioni, San Vito, Tip. dell'amico del contadino, 1850
- Di un parto pel braccio in cui si rese indispensabile la sinfisiotomia del pube. Osservazione del dottor Francesco Da Camino, Venezia, Andreola, 1850
- Di un parto serotino effettuato mediante l'isterotomia vaginale e l'applicazione del forcipe. Osservazione del dottor Francesco Sav. Da Camino, Venezia, Andreola, 1851
- Cenni sui bagni e guida per ben usarne. Del dottor Francesco Da Camino di Jacopo di Treviso medico-chirurgo, Venezia, Tipografia di F. A. Perini, 1852
- Su le viziosità e complicazioni del miasma vaccino riprodotto nell'umana specie. Nota del dottor Francesco Saverio Da Camino, Venezia, Andreola, 1853
- Lettera del dottor Francesco Sav. da Camino in Trieste al sig. dottor Giambattista Bianchi, Venezia, Stamp. Andreola, 1856
- Del colera. Esordio in cui il dottor Francesco Saverio Da Camino raccomanda due lettere ed un rapporto sul colera che ha dominato nel comune di Cordenons nell'anno 1855, Venezia, Stamp. Andreola, 1856
- Sul cholera lettera seconda al dottor Giovanni Battista Bianchi del dottor Francesco Saverio da Camino in Trieste, Venezia, Stamp. Andreola, 1856
- Un'ammonizione al sig. medico N.N., Venezia, Prem Tip. Cecchini, 1856
- Venezia e i suoi bagni, Venezia, Tip. del commercio, 1858
- Scritti editi e inediti medici e chirurgici, Venezia, Cecchini, 1858
- Sulla nicoziana tabacco, sull'abuso ognora crescente che se ne fa di essa e sulle fatali sue conseguenze. Disquisizione del dr. Fr. Sav. Da Camino, Trieste, Tipografia del Lloyd austriaco, 1862